# Rhea Mons

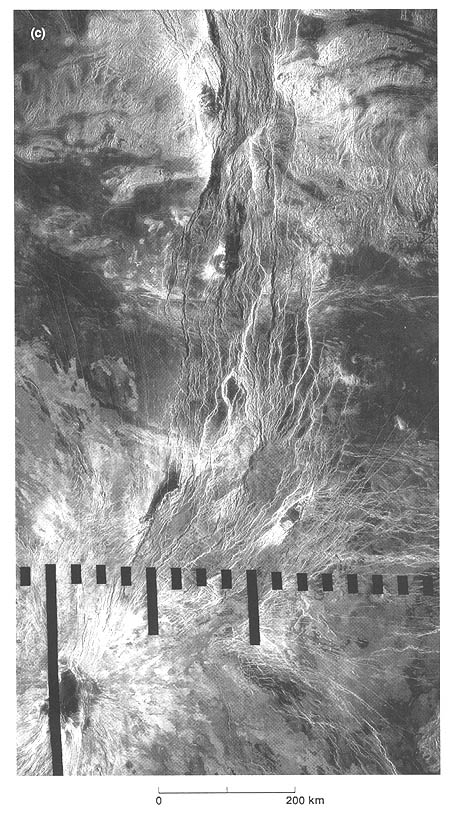
Beta Regio mit Rhea Mons im Norden (oben) und Theia Mons (unten links) im Süden.

Der Rhea Mons – lateinisch für Berg der Rhea, nach einer Titanin der griechischen Mythologie – ist ein Schildvulkan auf der Venus.
Der Vulkanberg ist 217 Kilometer breit. Seine Höhe wird auf 4 bis 5 Kilometer geschätzt. Er befindet sich 32,4° Nord und 282,2° Ost im Hochland Beta Regio und ist dort der nördliche Nachbar des Theia Mons.